# Neophilaenus lineatus
Neophilaenus lineatus är en insektsart som först beskrevs av Carl von Linné 1758.  Neophilaenus lineatus ingår i släktet Neophilaenus, och familjen spottstritar. Arten är reproducerande i Sverige.

## Bildgalleri

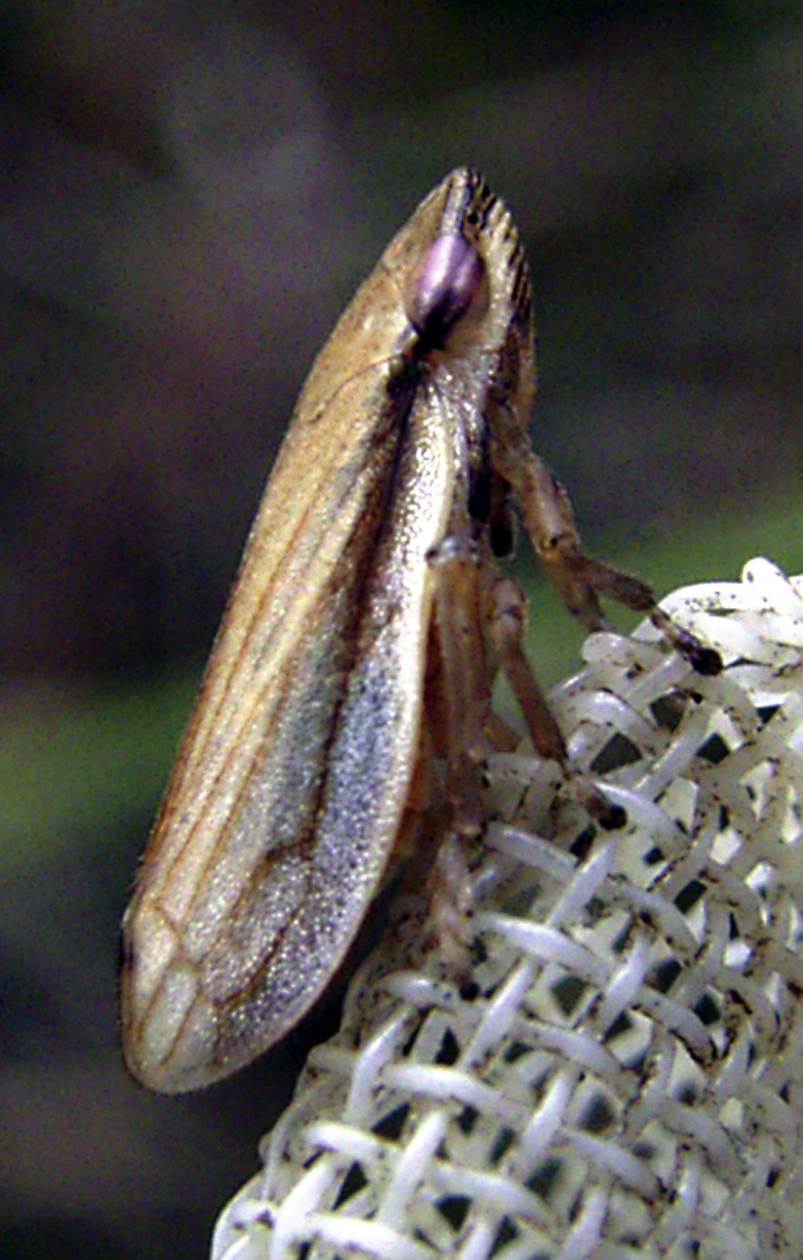
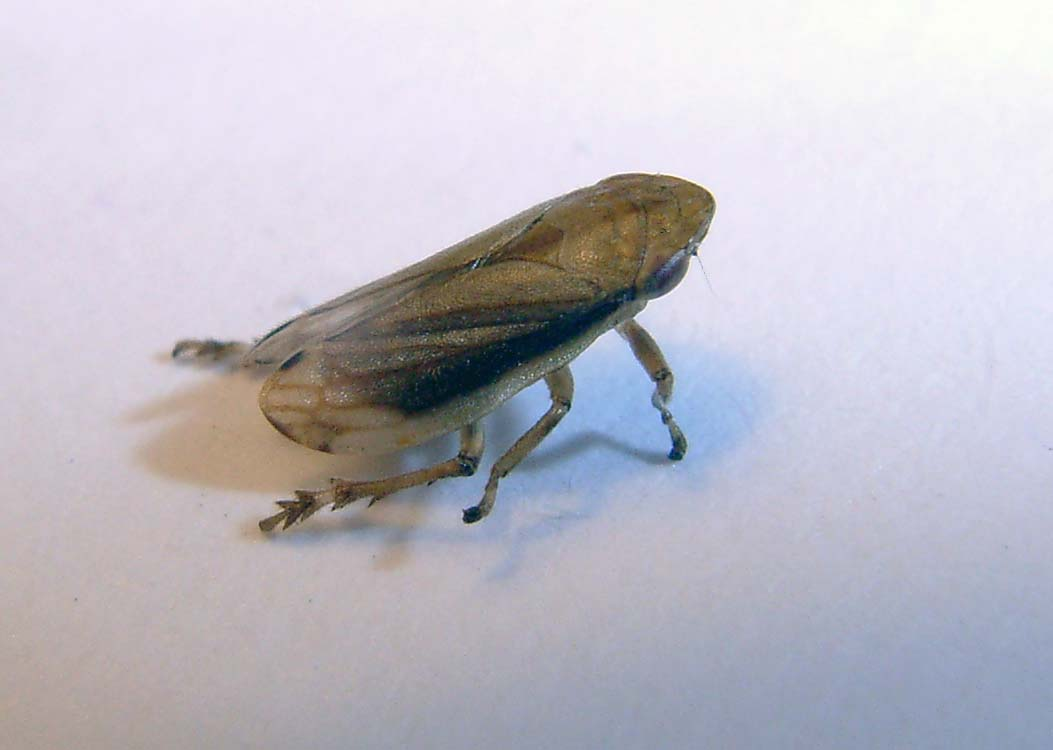
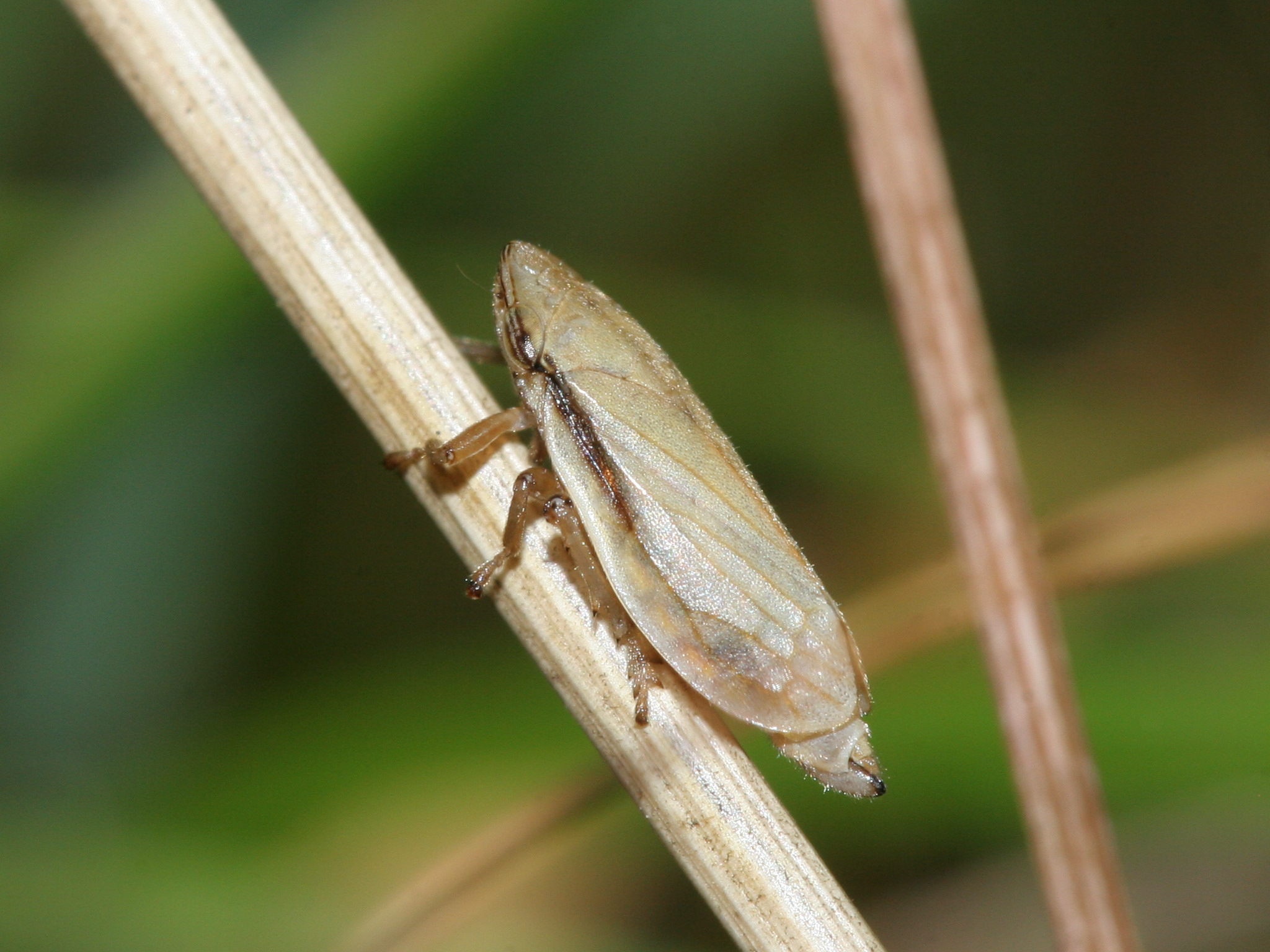
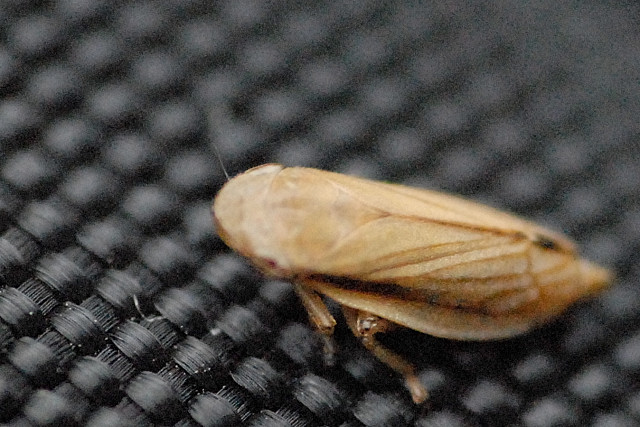